# Buckeye (Arizona)
Buckeye é uma cidade localizada no estado americano do Arizona, no condado de Maricopa. Foi incorporada em 1929.

## Geografia
De acordo com o United States Census Bureau, a cidade tem uma área de 972,3 km², onde 971,9 km² estão cobertos por terra e 0,3 km² por água.

### Localidades na vizinhança
O diagrama seguinte representa as localidades num raio de 32 km ao redor de Buckeye. 

## Demografia
Segundo o censo nacional de 2010, a sua população é de 50 876 habitantes e sua densidade populacional é de 52,3 hab/km². Possui 18 207 residências, que resulta em uma densidade de 18,7 residências/km².